# Гражау (Мараньян)
Гражау (порт. Grajaú) — муниципалитет в Бразилии, входит в штат Мараньян. Составная часть мезорегиона Центр штата Мараньян. Входит в экономико-статистический микрорегион Алту-Меарин-и-Гражау. Население составляет 62 093 человека на 2010 год. Занимает площадь 8863,570 км². Плотность населения — 7,01 чел./км². Праздник города — 29 апреля.

## Демография
Согласно сведениям, собранным в ходе переписи 2010 г. Национальным институтом географии и статистики (IBGE), население муниципалитета составляет:
| Полное население                               | Полное население                               | Полное население                               | Полное население                               | 62 093 |
| ---------------------------------------------- | ---------------------------------------------- | ---------------------------------------------- | ---------------------------------------------- | ------ |
| в том числе:                                   | Городское население                            | 37 041                                         | Процент городского населения, %                | 59,65  |
|                                                | Сельское население                             | 25 052                                         | Процент сельского населения, %                 | 40,35  |
|                                                | Мужское население                              | 31 696                                         | Процент мужского населения, %                  | 51,05  |
|                                                | Женское население                              | 30 397                                         | Процент женского населения, %                  | 48,95  |
| Плотность населения, чел/км²                   | Плотность населения, чел/км²                   | Плотность населения, чел/км²                   | Плотность населения, чел/км²                   | 7,01   |
| Население муниципалитета в % к населению штата | Население муниципалитета в % к населению штата | Население муниципалитета в % к населению штата | Население муниципалитета в % к населению штата | 0,94   |

По данным оценки 2016 года, население муниципалитета составляет 67 626 жителей.

## История
Город основан 29 апреля 1811 года.

## Статистика
- Валовой внутренний продукт на 2005 год составляет 154 789 000,00 реалов (данные: Бразильский институт географии и статистики).
- Валовой внутренний продукт на душу населения на 2005 год составляет 2901,00 реал (данные: Бразильский институт географии и статистики).
- Индекс развития человеческого потенциала на 2000 год составляет 0,639 (данные: Программа развития ООН).

## География
Климат местности: тропический.